# Семюель Берч
Семюель Берч (англ. Samuel Birch, 3 листопада 1813, Лондон — 27 грудня 1885) — британський єгиптолог і збирач старожитностей.

## Життєпис
Народився в Лондоні в сім'ї парафіяльного священника. З раннього віку він виявляв інтерес до дослідження старих предметів і після нетривалої служби в архіві дістав 1836 року призначення у відділ старожитностей Британського музею, оскільки мав знання в галузі китайської мови (що було рідкістю в цей час в Англії).
Невдовзі розширив свої інтереси серйозним вивченням єгиптології. Коли відділ давнини розрісся й був розділений на кілька відділів, він очолив одночасно єгипетський та ассирійський відділи. За ассирійською мовою його помічником був Джордж Сміт, але протягом багатьох років у всіх відділах Британського музею практично не було людей, які знали давньоєгипетську, тому всі напрями досліджень відділу курирував Берч.
Активно займався науковою роботою, написав праці з ієрогліфічної граматики давньоєгипетської мови, склав до неї словник, виконав переклади давньоєгипетської Книги Мертвих та папірусу Харріса, створив численні каталоги та керівництва. При цьому він знаходив час і для роботи за іншими напрямами: зокрема, написав велику працю про історію глиняного посуду, дослідження складової абетки кіпріотів і низку статей з китайської мови.

## Пам'ять
Погруддя встановлено в меморіалі великих єгиптологів світу при Єгипетському музеї в Каїрі.

## Публікації англійською мовою
- Analecta Sinensia, 1841.
- Select Papyri в Hieratic Character, 3 pts. fol. 1841-4.
- Tablets from Collection of Earl of Belmore, 1843.
- Friends till Death (від Chinese), 1845.
- An Introduction to Study of the Egyptian Hieroglyphics, 1857.
- History of Ancient Pottery, 2 vols. 1858. John Murray, London.
- Memoire sur une Patere, 1858.
- Select Papyri, pt, ii. 18 (50.
- Description of Ancient Marbles in British Museum, pt. ii. 1861. * ChineseWidow (from Chinese), 1862.
- Elfin Foxes (від Chinese), 1863.
- Papyrus of Nas-Khem, 1863.
- Facsimiles of Egyptian Relics, 1863.
- Facsimiles of two Papyri, 1863.
- Inscriptions in the Himyaritic Character, 1863.
- The Casket of Gems (від Chinese), 1872.
- History of Egypt, 1875.
- Facsimile of Papyrus of Rameses III, fol. 1876.
- The Monumental History of Egypt, 1876.
- Egyptian Texts, 1877.
- Catalogue of Egyptian Antiquities на Alnwick Castle, 1880.
- The Coffin of Amamu (unfinished)[7] .

Шаблон:1911